# Impatiens ecalcarata
Impatiens ecalcarata är en balsaminväxtart som beskrevs av Joseph William Blankinship. Impatiens ecalcarata ingår i släktet balsaminer, och familjen balsaminväxter. Inga underarter finns listade i Catalogue of Life.